# Thủy điện Churchill Falls

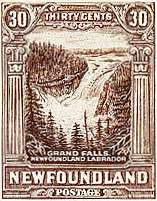
Năm 1931, Dominion of Newfoundland đã phát hành một con tem 30 cent mô tả thác nước.

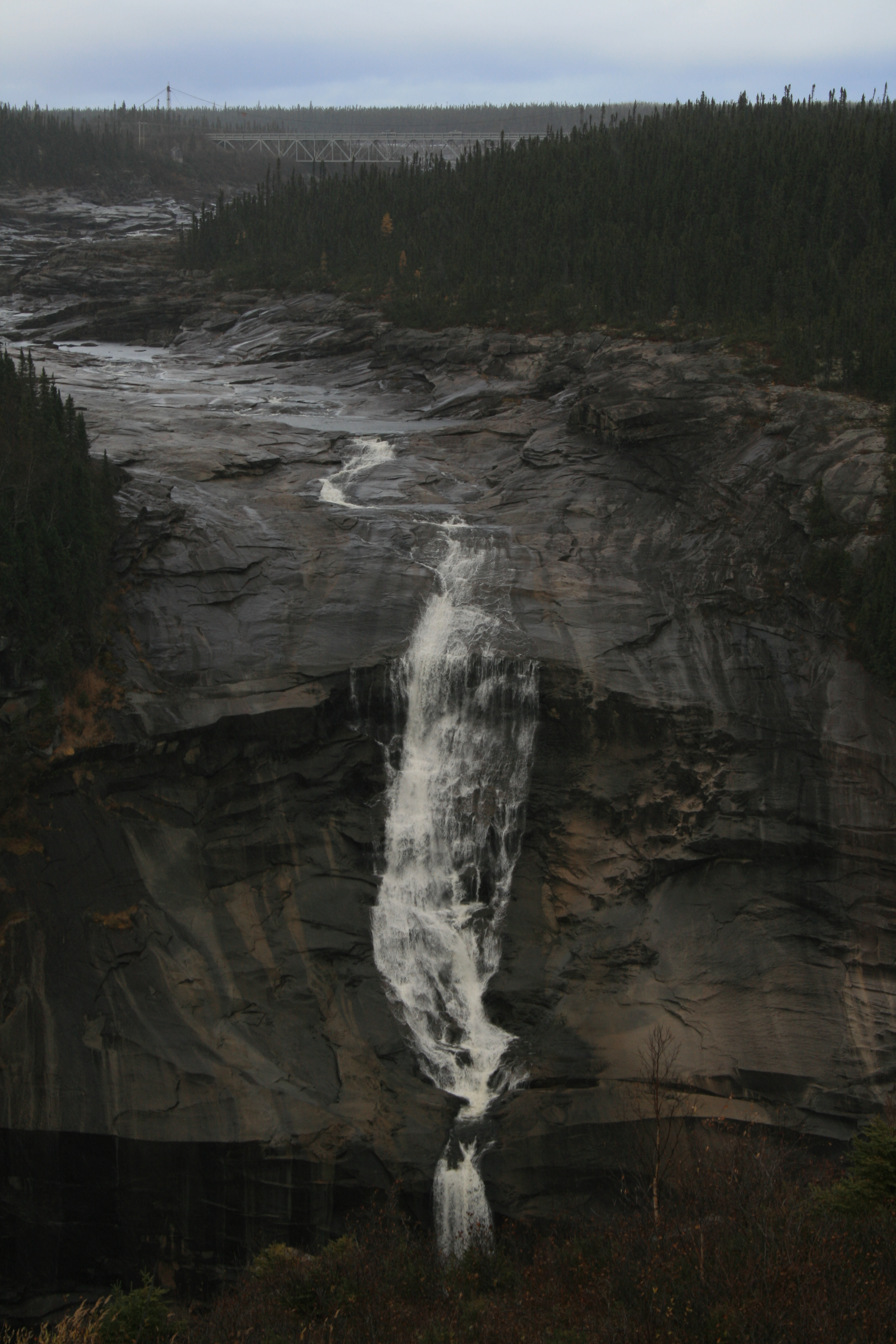
Thác Churchill xuất hiện vào năm 2008, bốn thập kỷ sau khi nước được chuyển hướng.

Thủy điện Churchill Falls là một trạm thủy điện nằm trên sông Churchill ở Newfoundland và Labrador, Canada. Nhà máy thủy điện có công suất 5.428 MW, trở thành nhà máy thủy điện lớn thứ hai ở Canada, sau nhà máy thủy điện Robert-Bourassa. Trạm phát điện được đưa vào vận hành từ năm 1971 đến 1974. Cơ sở được sở hữu và vận hành bởi Churchill Falls Labrador Corporation Limited (CFLCo), một liên doanh giữa Nalcor Energy (65,8%) và Hydro-Québec (34,2%) 

## Thông số kỹ thuật và số liệu thống kê

### Trạm năng lượng
| Trạm tạo thác Churchill        | Trạm tạo thác Churchill                                                                                   |
| ------------------------------ | --- |
| Năm vận hành:                  | 1971 |
| Công suất lắp đặt:             | 5.428 MW (7.279.000 hp)                                                                                   |
| Sản lượng năng lượng hàng năm: | 35.000 GWh (130.000 TJ)                                                                                   |
| Số lượng tuabin:               | 11 |
| Công suất tuabin:              | 493,5 MW (661.800 hp)                                                                                     |
| Loại tuabin:                   | loại Francis thẳng đứng, 200 vòng / phút                                                                  |
| Máy phát điện:                 | 15 kV, 526.315 kV · A                                                                                     |
| Máy biến áp:                   | 14,75 kV / 240 kV, được đánh giá ở mức 500 MV · A                                                         |
| Đầu đánh giá ròng:             | 312,4 m (1.025 ft)                                                                                        |
| Lưu lượng xả tối đa:           | 49.000 ft / s (1.390 m³ / s)                                                                              |
| Nhà máy điện:                  | 296 m (971 ft) chiều dài, 25 m (82 ft) chiều rộng, 47 m (154 ft) chiều cao, 310 m (1.020 ft) dưới mặt đất |
| Đường hầm phía sau:            | 2 × 1.691 m (5.548 ft), 14 m (46 ft) chiều rộng, 19 m (62 ft) chiều cao                                   |
| Penstocks:                     | 11 × 427 m (1.401 ft) chiều dài, 20 ft (6,1 m) đường kính                                                 |
| Trục cáp:                      | 06 × 7 ft (2,13 m) đường kính, 263 m (863 ft) sâu                                                         |
| Đê:                            | 88; 64,4 km (40,0 mi) tổng chiều dài, 9 m (30 ft) chiều cao trung bình, 36 m (118 ft) chiều cao tối đa    |
| Kích thước hồ chứa:            | 6.988 km2 (2.698 dặm vuông Anh)                                                                           |
| Tổng diện tích lưu vực:        | 71.700 km2 (27.700 dặm vuông Anh)                                                                         |